# Associação Campo Mourão Futsal
A Associação Campo Mourão Futsal, mais conhecida como Campo Mourão ou ainda Campo Mourão Futsal é um clube de futsal profissional brasileiro, da cidade Campo Mourão, que se situa na Região Centro-Ocidental do Paraná. Atualmente, compete na Liga Nacional, principal divisão do salonismo do Brasil, Chave Ouro do Campeonato Paranaense e Liga Paraná. Reformulada oficialmente em 13 de dezembro de 2012, nasceu sob a premissa de reestruturar o futsal mourãoense a fim de atingir o engrandecimento da modalidade, promovendo o fortalecimento das categorias de base e a formação de um time competitivo no âmbito estadual e nacional. É considerada à sucessora da Associação Desportista Classista Tagliari, que representou o município, desde a década de 70, e alcançou o título da Taça Paraná de Futsal em 1979 e 1980, tendo ainda vencido a Segunda Divisão em 2000.
A equipe mourãoense conta com uma excelente parceira, que é a Umbro, os patrocinadores master são Centro Universitário Integrado, Coamo Agroindustrial Cooperativa e Expresso Nordeste. Conta ainda com apoio da Prefeitura de Campo Mourão, por meio da Fundação de Esportes (Fecam).
Além de 2 taças Paraná de futsal 1979,1980 seu maior feito nacional recente do futsal Mourãoense data do ano de 2006, quando o Campo Mourão Futsal conquistou o título da Copa Sul de Futsal, eliminando na semifinal a equipe da John Deere, de Horizontina (Rio Grande do Sul) que na época era uma das equipes mais fortes do cenário nacional (havia ficado em terceiro lugar na LNF 2005 – ano anterior). Conquistou ainda os Jogos Abertos do Paraná Fase Final nos anos de 1975, 1988 e 2006, sendo tri-campeão da competição estadual.
Suas cores tradicionais são o Vermelho, o Preto e o Branco, as mesmas da nostálgica ADC Tagliari. Tem como local de mando dos jogos, o Ginásio de Esportes Belin Carolo (Arena UTFPR), com capacidade para 4.500 espectadores. Mantém rivalidades, com equipes próximas, como o Umuarama, Cascavel, Maringá, Foz do Iguaçu, Pato Branco, Marechal Rondon e Marreco de Francisco Beltrão, dentre outras.

## Ligações Externas
- Página Oficial do clube no Facebook